# Qatar i olympiska sommarspelen 1984
Qatar deltog i de olympiska sommarspelen 1984 med en trupp bestående av 24 deltagare. Ingen av landets deltagare erövrade någon medalj.

## Fotboll
Herrar
Gruppspel
|           | Spelade | Vinster | Oavgjorda | Förluster | Gjorda mål | Insläppta mål | Poäng |
| --------- | ------- | ------- | --------- | --------- | ---------- | ------------- | ----- |
| Frankrike | 3       | 1       | 2         | 0         | 5          | 4             | 4     |
| Chile     | 3       | 1       | 2         | 0         | 2          | 1             | 4     |
| Norge     | 3       | 1       | 1         | 1         | 3          | 2             | 3     |
| Qatar     | 3       | 0       | 1         | 2         | 2          | 5             | 1     |

## Friidrott
Herrarnas tiokamp
- Manzour Salah
  - Slutligt resultat — 6589 poäng (→ 21:a plats)